# Aloe erinacea
Aloe erinacea es una especie de planta suculenta perteneciente a la familia de los aloes. Es endémica de Namibia. Siendo su hábitat natural los matorrales de regiones secas tropicales y subtropicales y zonas rocosas. Está tratado en peligro de extinción por pérdida de hábitat.

## Descripción
Es una planta suculenta, que alcanza un tamaño de 20-30 cm de altura, por lo general en pequeños grupos compactos. Las hojas deltoides-lanceoladas, de color gris-verdosa o gris-azulada, superficie superior a menudo con espinas negras, la superficie inferior con quilla oscura hacia el ápice, la quilla con una hilera de espinas negras, los márgenes armados con dientes negros. Las inflorescencia en forma de racimo con pedúnculo de hasta 1 m de largo, con brácteas deltoides-agudas. Las flores de color carmesí en flor, de color naranja amarillento en la floración.

## Hábitat
Aloe erinacea es endémica en el sur de Namibia y crece en las bolsas de suelo arenoso en los afloramientos rocosos en la parte del desierto de Namib con lluvias invernales muy bajas. Es más común en algunas partes de Sperrgebiet.

## Taxonomía
Aloe erinacea fue descrita por D.S.Hardy y publicado en Bothalia 10: 366, en el año 1971.
Sinonimia
- Aloe melanacantha var. erinacea (D.S.Hardy) G.D.Rowley[6][3]

Etimología
Ver: Aloe
erinacea: epíteto latino que sognifica "como un erizo", refiriéndose al aspecto espinoso de sus rosetas.